# Hrvatsko kraljevsko vijeće (HKRV)
Hrvatsko kraljevsko vijeće (lat. Consilium Regium Croaticum, skr. HKRV), hrvatska je udruga građana i potomaka plemića koja okuplja pobornike hrvatskih kraljevstva, kneževina i banovina. Najveća je monarhistička i plemićka organizacija u Hrvatskoj, s više od 1600 članova i pobornika te promiče tradicionalizam, legitimizam i katolički socijalni nauk.
Od 2013. djeluje kao preddruštvo, a nakon osnivačkog sabora 5. prosinca 2019. registrirana je kao nepolitička i nevladina udruga upisana u registar udruga 10. lipnja 2020. godine. 

## Naziv
HKRV je nazvan prema povijesnom Hrvatskom kraljevskom vijeću (Consilium Regni Croatiae) koje je 1767. utemeljila hrvatska i ugarska kraljica Marija Terezija, a bilo je tijelo kraljeve izvršne vlasti za Kraljevinu Hrvatsku i Slavoniju, odnosno prva hrvatska vlada. 

## Djelokrug
Udruga promiče monarhizam, hrvatsku tradiciju i očuvanje hrvatske kulturno-povijesne baštine organizacijom kulturnih i umjetničkih događaja, izdavaštvom na područjima povijesti, genealogije, heraldike i veksilologije, kao i održavanjem identiteta povijesnih hrvatskih postrojbi kroz rad počasne povijesne postrojbe te humanitarnim radom.

## Članstvo
Članstvo u udruzi može ostvariti svaka punoljetna osoba u Hrvatskoj koja ispunjava uvjete za članstvo. Osim građana, pripadnici nekadašnjih plemićkih obitelji mogu zatražiti i pristupnicu u Dom plemstva HKRV uz prilaganje odgovarajuće dokumentacije.

## Tijela i odjeli
- Kraljevinski stol (vodstvo udruge)
- Dom plemstva
- Grboslovni stol - odjel za heraldiku, genealogiju i faleristiku
- Odjel za povijesne i kulturne starine
- Odjel za kulturu, umjetnost i arhitekturu
- Odjel za humanitarno, socijalno i društveno djelovanje
- Odjel za natječaje i organizacijsku suradnju
- Odjel za međunarodne odnose, redove i organizacije
- Hrvatski kraljevski akademski klub (sveučilištarci i studenti)

### Gebetsliga Hrvatska
Kralja/Cara Karla IV. molitvena liga za mir među narodima (skraćeno: Gebetsliga Hrvatska) je zaseban odjel koji djeluje po načelu katoličke laičke organizacije s ciljem primicanja vjere i duhovnosti, molitve i nakana za kanonizaciju blaženog Karla IV. Djeluje od 15. prosinca 2023. i članica je međunarodne katoličke laičke organizacije Gebetslige. Tijekom osnutka brojala je nekoliko desetaka laika i dvojicu svećenika.

### Odbor za proslavu tisućustogodišnjice Hrvatskog Kraljevstva
Odbor radi na organizaciji i praćenju proslave 1100. godina Hrvatskog Kraljevstva u Hrvatskoj, Bosni i Hercegovini, Srijemu, Boki kotorskoj i zemljama hrvatskog iseljeništva. Nastao je po uzoru na povijesni Odbor iz 1925. kao nepolitički i nestranački projekt koji povezuje tri temeljene odrednice: državno - povijesni kontinuitet Hrvatskog Kraljevstva od 925. do 1918., hrvatsku kulturu i katoličku tradiciju Crkve u Hrvata. Osnovan je 2020. i sastoji se od triju razreda:
- Znanstveni razred, s ciljem organiziranja predavanja, tribina i zbornika znanstvenih i stručnih radova
- Kulturno - umjetnički razred, s ciljem organizacije likovnih izložbi, koncerata, predstavljanja poezije i kulturnih priredbi
- Svečanosni razred, s ciljem organizacije svečanih proslava i svetih misa, podizanjem spomen ploča diljem gradova i mjesta proslave